# Inhul
El Inhul (en ucraniano: Інгул) es un río de Ucrania, un afluente por la izquierda del Bug Meridional. Nace al norte de Kropivnitski y fluye hacia el sur hasta desembocar en el estuario del Bug, en cuya confluencia está la capital Mykoláiv, ya próximo al mar Negro. Tiene 354 km de largo y drena una cuenca de 9.890 km².
El historiador griego Heródoto menciona el río llamándolo Pantikapes en sus Historias (4.54), durante su descripción de la tierra de Escitia.